# Ahmed Hassan al-Bakr
Ahmed Hassan al-Bakr (Ticrite, Iraque, 1 de julho de 1914 - † 4 de outubro de 1982) foi um político e militar iraquiano, pertencente ao Partido Baath, sendo presidente do Iraque entre 1968 e 1979.
Ajudou o General Abdul Karim Kassem a tomar o poder em 1958, pondo fim ao Reino do Iraque. Mas vítima, como muitos outros membros de seu partido pela repressão que começou em 1959, teve que deixar o exército e viver na clandestinidade até a derrubada de Kassem (fevereiro de 1963). Ele então se tornou primeiro-ministro do Marechal Abdul Salam Arif, depois presidente da República em julho de 1968 na sequência de um novo golpe.
Na política externa, imediatamente se opôs aos Estados Unidos, nomeadamente através da execução daqueles que acusou de serem agentes do imperialismo americano-sionista. E se aproxima da França e da URSS. Na política interna opta pela concessão de ampla autonomia para os curdos (1969), mas se recusa a fazer uma província autônoma no Curdistão iraquiano. Liberta muitos presos políticos, reconhece oficialmente o Partido Comunista Iraquiano (1972) e nacionaliza a IPC (Iraq Petroleum Company). 
Al-Bakr foi rapidamente confrontado com a ascensão de seu vice-presidente Saddam Hussein, que aos poucos tomou o controle de todos os níveis da máquina estatal.
Em 1979, se aposentou oficialmente por motivos de saúde e foi substituído pelo vice-presidente Saddam Hussein. Foi o quarto presidente do Iraque desde o início da república.